# Oeonistis convoluta
Oeonistis convoluta là một loài bướm đêm thuộc phân họ Arctiinae, họ Erebidae.